# Partition (politique)
Pour les articles homonymes, voir Partition.

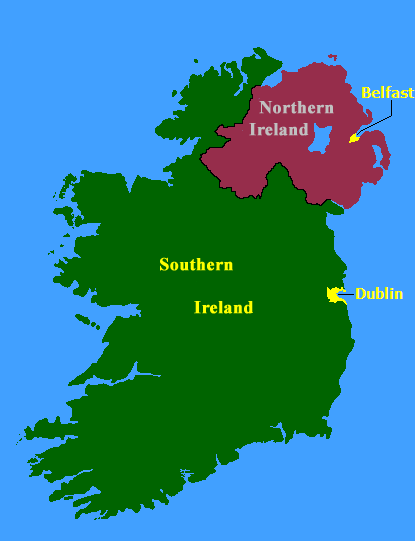
L'île d'Irlande après sa partition en 1922, l'Irlande du Sud majoritairement catholique devenant l'État libre d'Irlande, indépendant, tandis que l'Irlande du Nord, majoritairement protestante, reste en union avec le Royaume-Uni.

Une partition est, en politique, la division d'un territoire unique en plusieurs autres territoires.
Une partition consiste en l'établissement de frontières à l'intérieur d'un territoire (État, communauté, etc.) jusque-là considéré comme une unité.
Les motivations des partitions politiques sont diverses, allant d'une volonté de réduire les tensions entre communautés, d'annexer une partie d'un territoire à un autre ou d'entériner des divisions déjà existantes dans les faits.

## Liste de partitions
Parmi les exemples de partitions :
- Partitions multiples de l'Empire romain entre empires d'Orient et d'Occident, pour tenter de régler la crise du troisième siècle.
- Partition de la Prusse par le traité de Thorn en 1466, créant la Prusse royale et le duché de Prusse.
- Partition de la Catalogne par le traité des Pyrénées in 1659, le Roussillon étant cédé à la France par l'Espagne.
- Partitions du Luxembourg en 1659, 1819 et 1839.
- Partages de la Pologne en 1772, 1793 et 1795, divisant la Pologne-Lituanie entre le royaume de Prusse, l'empire d'Autriche et l'Empire russe.
- Partition de la Province de Québec en Haut et Bas-Canada en 1791.
- Partition, en 1839, de la province de Limbourg en une province belge et une province néerlandaise.
- Partage de l'Afrique entre nations coloniales européennes, entre 1881 et 1914.
- Partage des Samoa et Salomon entre Allemands, Américains et Britanniques en 1899.
- Partition du Bengale, en 1905.
- Partition du Tyrol par le pacte de Londres en 1915.
- Partition de l'Empire allemand (essentiellement la Prusse) en 1919 par le traité de Versailles.
- Partition de l'Autriche-Hongrie par les traités de Saint-Germain-en-Laye (1919) et Trianon (1920).
- Partition de l'Empire ottoman en 1920 par le traité de Sèvres.
- Partition de l'Arménie ottomane en 1921 par le traité de Kars, entre la Turquie et les républiques soviétiques de Transcaucasie.
- Partition de l'Irlande en 1920 entre l'Irlande du Nord et l'État libre d'Irlande.
- Partition de la Tchécoslovaquie en 1938 à la suite des accords de Munich, entre protectorat de Bohême-Moravie, République slovaque, Troisième Reich et royaume de Hongrie.
- Partition de l'Allemagne et de Berlin après la Seconde Guerre mondiale due à son occupation par les alliés.
- Partition de la Prusse-Orientale entre la Pologne et l'Union soviétique en 1945.
- Partition de la Corée entre Corée du Nord et Corée du Sud en 1945.
- Plan de partage de la Palestine en 1947, jamais réalisé.
- Partition des Indes en 1947, entre Inde et Pakistan.
- Partition du Bengale en 1947, entre Inde et Pakistan oriental.
- Partition de la Corée en 1953 à la suite de la guerre de Corée.
- Partition du Viêt Nam en 1954 par les accords de Genève entre la république démocratique du Viêt Nam au nord et la république du Viêt Nam au sud.
- Partition du Pendjab en 1966 entre les États indiens de Pendjab, Haryana et Himachal Pradesh.
- Partition du Pakistan en 1971, à la suite de la guerre de libération conduisant à l'indépendance du Bangladesh.
- Partition de Chypre en 1974, à la suite du coup d'État grec et de l'invasion turque.
- Dissolution de la Tchécoslovaquie le 31 décembre 1992 à minuit.
- Partition de la Yougoslavie dans les années 2000.
- Partition du Soudan en 2011 entre Soudan et Soudan du Sud.

Cartes
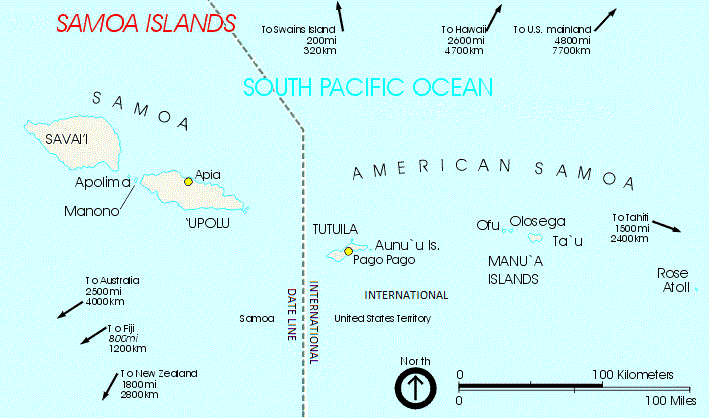
Partage des Samoa en 1899.
Partition de l'Irlande en 1920
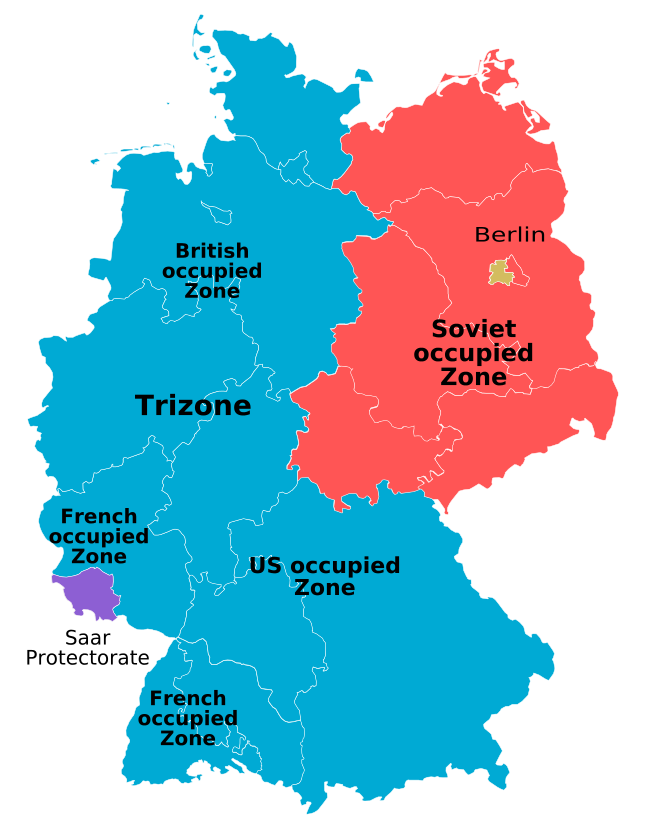
Partition de l'Allemagne de 1945 à 1990
Partition des Indes en 1947
Partition de la Corée en 1953
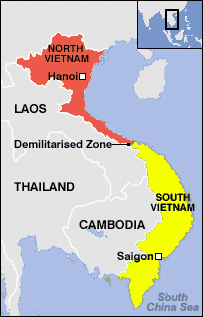
Partition du Viêt Nam de 1954 à 1975